# Пожня (река)
Пожня — река в Московской области России, протекает по территории Рузского и Можайского районов. Левый приток Исконы.
Берёт начало в лесах неподалёку от деревни Дробылёво. Течёт на юго-восток. Вдоль течения реки расположены следующие населённые пункты: Дробылево, Трубицино, Ерденьево, Маклаково и Сельцы. Устье реки находится в 18 км от устья реки Исконы. Длина Пожни составляет 16 км, площадь водосборного бассейна — 112 км².

## Данные водного реестр
По данным Государственного водного реестра России, относится к Окскому бассейновому округу. Речной бассейн — Ока, речной подбассейн — бассейны притоков Оки до впадения Мокши, водохозяйственный участок — Москва от Можайского гидроузла до города Звенигорода, без реки Рузы (от истока до Рузского гидроузла) и реки Озерны (от истока до Озернинского гидроузла).